# Pseudechinaster
Pseudechinaster is een geslacht van zeesterren uit de familie Stichasteridae.

## Soort
- Pseudechinaster rubens H.E.S. Clark, 1962